# Имя. Лучшие баллады
«Имя́. Лу́чшие балла́ды» — сборник российской певицы Юты, выпущенный компанией «United Music Group» 1 октября 2015 года. Композиции «После» и «На краю» были написаны Ютой специально для фильмов Олега Осипова «После жизни» и «Если бы да кабы» соответственно. Песня «Имя» является саундтреком к сериалу «Прапорщик», а трек «О нём» — к сериалу «Провинциалка». На пластинке также присутствует новая композиция исполнительницы «Невернувшийся солдат», которая была выпущена 30 апреля 2015 года отдельным синглом.

## Рецензии
По мнению критика Алексея Мажаева диск представляет собой симбиоз лирических баллад и саундтреков к разнообразным сериалам, более напоминающих по стилю советскую эстраду. Критик положительно оценил лирическую составляющую альбома, а именно композиции «На краю», «О нём», «Мой мальчик», «Кстати» и «Чуть неуверенно».

## Список композиций
Все тексты и музыка написаны Ютой, если не указано иное
| №                   | Название                                                  | Длительность |
| ------------------- | --------------------------------------------------------- | ------------ |
| 1.                  | «Кстати»                                                  | 3:42         |
| 2.                  | «Имя»                                                     | 4:08         |
| 3.                  | «На краю»                                                 | 3:49         |
| 4.                  | «Ждали» (feat. Владимир Шахрин)                           | 3:27         |
| 5.                  | «Невернувшийся солдат»                                    | 3:11         |
| 6.                  | «После»                                                   | 3:33         |
| 7.                  | «Тонкая рябина»                                           | 3:36         |
| 8.                  | «По дороге» (посвящается А. С.)                           | 3:28         |
| 9.                  | «След»                                                    | 4:08         |
| 10.                 | «Девушка из харчевни» (текст и музыка — Новелла Матвеева) | 2:56         |
| 11.                 | «Мой мальчик»                                             | 5:15         |
| 12.                 | «О нём»                                                   | 3:39         |
| 13.                 | «Шумел камыш»                                             | 2:58         |
| 14.                 | «Далеко»                                                  | 3:18         |
| 15.                 | «Не было»                                                 | 3:50         |
| 16.                 | «Встреча»                                                 | 3:59         |
| 17.                 | «Чуть неуверенно» (текст — Евгений Ройзман, Юта)          | 3:55         |
| 18.                 | «Славная осень» (текст — Евгений Ройзман)                 | 3:43         |
| 19.                 | «Сколько»                                                 | 3:48         |
| 20.                 | «Кабы я»                                                  | 2:21         |
| Общая длительность: | Общая длительность:                                       | 72:44        |